# هاري ليونارد (لاعب اتحاد الرغبي)
هاري ليونارد (بالإنجليزية: Harry Leonard)‏ هو لاعب اتحاد الرغبي بريطاني، ولد في 28 أبريل 1992 في برايتون في المملكة المتحدة.